# Nupserha lenita
Nupserha lenita là một loài bọ cánh cứng trong họ Cerambycidae.